# Seo Taiji and Boys
Seo Taiji and Boys (hangeul: 서태지와 아이들 ; RR: Seotaejiwa Aideul) ou Taiji Boys (hangeul: 태지 보이즈; RR: Taeji Boijeu) était un groupe de dance, hard rock et rapcore sud-coréen composé de trois membres: Seo Tai-ji, Yang Hyun-suk et Lee Ju-no. Il s'agit du tout premier groupe d'idoles sud-coréen.
Leurs albums se sont vendus à plus de 8 millions d'exemplaires.

## Biographie

### Débuts,Vol. IetVol. II
Le groupe est formé par Seo Tai-ji en 1991 avec Yang Hyun-suk et Lee Ju-no,.
Le trio débute dans un concours de talents à la MBC le 11 avril 1992 avec le morceau Nan Arayo (난 알아요) et obtiendra la note la plus basse attribuée par le jury.
Le 23 mars 1992, Taiji Boys sort son premier album Seo Taiji and Boys qui marque un tournant dans la musique coréenne. Ce premier album sera un vrai succès comparé à leur prestation dans le concours de talents. Malgré ses influences dance, le titre 난 알아요 (Nan Arayo) introduit la musique urbaine au grand public. Après le succès de cet album, le groupe tente ce que aucun autre artiste n'avait tenté jusque-là en sortant une version remixée sous le nom Techno Mix and Live.
Le 21 juin 1993, le groupe sort son deuxième album Seo Taiji and Boys II avec le titre principal 하여가 (Hayeoga), mélangeant le hard rock et la musique dance au Taepyeongso, instrument à vent traditionnel coréen.

### Vol. III,Vol. IVet séparation
La sortie de Seo Taiji and Boys III le 13 août 1994 voit les influences dance s'effacer peu à peu et le groupe se politise dans les paroles de ses chansons. Taiji Boys s'associe avec le groupe de black metal sud-coréen Crash pour 교실 이데아 (Gyosil Idea), chanson critiquant ouvertement le système éducatif sud-coréen et le lavage de cerveau qu'il exerçait sur la jeunesse., Le groupe est vite accusé de laisser des messages subliminaux satanistes dans ses chansons. C'est par cet album que le groupe s'exporte au Japon.
La controverse continue avec la sortie de Seo Taiji and Boys IV le 5 octobre 1995 dont le titre principal, Come Back Home, avec des éléments propres au gangsta rap, traite des fugues chez les jeunes en Corée du Sud. Le titre 시대유감 (Shidaeyugam) voit ses paroles censurées par l'équivalent sud-coréen du CSA qui les juge trop violentes pour les jeunes.
Le groupe se sépare en 1996 et sort alors une compilation intitulée Goodbye Best Album avec une version non-censurée de Shidaeyugam.